# Boemondo VI d'Antiochia
Boemondo VI d'Antiochia, soprannominato  le Beau (il Bello) (1237 circa – 1275), fu principe d'Antiochia e conte di Tripoli dal 1251 al 1275.

## Biografia
Boemondo VI era figlio di Boemondo V d'Antiochia e di Luciana dei Conti di Segni, una pronipote di Papa Innocenzo III. Quando Boemondo V morì nel gennaio 1252, il quindicenne Boemondo VI gli successe sotto la reggenza di sua madre. Luciana tuttavia non lasciò mai Tripoli e preferì invece cedere il governo del principato ai suoi parenti romani. 
Questo la rese impopolare, così il giovane Boemondo si guadagnò l'appoggio di re Luigi IX di Francia, all'epoca impegnato in una Crociata, per ottenere il permesso da papa Innocenzo IV di iniziare a regnare qualche mese prima di diventare maggiorenne. 
Il giovane Boemondo in seguito si recò a Acri dove fu fatto cavaliere da Re Luigi, e prese il potere in Antiochia. 
Fu negoziata una tregua tra Antiochia ed il Regno armeno di Cilicia grazie agli sforzi di re Luigi, su suggerimento del quale, nel 1254 il diciassettenne Boemondo sposò Sibilla d'Armenia, figlia del re Aitone I d'Armenia, mettendo così fine alla lotta per il potere tra i due stati, iniziata da suo nonno Boemondo IV d'Antiochia.

### Guerra di San Saba
La Signoria di Gibelletto ed i suoi signori della famiglia genovese degli Embriaci erano vassalli del Conte di Tripoli; per cui Boemondo fu coinvolto in un conflitto tra genovesi e veneziani, la guerra di San Saba, che iniziò nel 1256, causò a molti nobili della Terra santa la perdita di preziose risorse e costò decine di migliaia di vite umane.
Gli Embriaci signori di Gibelletto erano stati risoluti opponenti dei principi di Antiochia.
Boemondo appoggiò i veneziani ma i genovesi Embriaci, nel 1258, si ribellarono contro di lui dando inizio ad una guerra civile che andò avanti per decenni. 
Boemondo riuscì a limitare i disordini facendo uccidere da alcuni servi il leader della rivolta, Bertrando I Embriaco (un cugino di Guido I Embriaco), ma le ostilità continuarono.
Il figlio di Bertrando Bartolomeo Embriaco divenne sindaco di un Comune costituito dalla famiglia degli Embriaci. 
Il fratello di Bartolomeo, Guglielmo, insieme a suo cugino il
Signore di Gibelletto, furono infine sconfitti dal figlio di Boemondo, Boemondo VII, e poi cacciati definitivamente dai musulmani.

### Relazioni con i Mongoli

Boemondo VI si unì agli armeni di Cilicia ed ai Mongoli nella conquista di Damasco nel 1260.

Il regno di Boemondo vide anche un grande conflitto tra i Mamelucchi ed i Mongoli. 
L'esercito mongolo continuava ad avvicinarsi dall'Asia centrale ed il Regno armeno di Cicilia ed il Principato di Antiochia si trovavano proprio sul suo percorso. 
I Mongoli avevano una meritata reputazione di spietatezza, se le città sul loro cammino non si arrendevano immediatamente gli abitanti venivano massacrati a decine di migliaia. 
La nazione cristiana della Georgia era stata conquistata nel 1236. 
Il re Aitone I d'Armenia, suocero di Boemondo, prudentemente decise di sottomettersi all'autorità mongola 
e nel 1247 inviò suo fratello Sempad presso la corte mongola di Karakorum, a negoziare l'alleanza.

Aitone in seguito persuase suo genero Boemondo a fare lo stesso, 
ed Antiochia divenne tributaria dei Mongoli nel 1260. 
Quello stesso anno sia Aitone che Boemondo parteciparono con le proprie forze alla conquista mongola di Aleppo e Damasco.
I resoconti storici, citando dagli scritti dello storico medievale Templare di Tiro, descrivono spesso in maniera drammatica l'entrata trionfale in Damasco dei tre governanti cristiani insieme: Aitone, Boemondo e Kitbuqa,

tuttavia gli studiosi moderni dubitano che questa storia sia apocrifa.

I Mongoli ricompensarono Boemondo restituendogli vari territori che aveva perso contro i musulmani, come Laodicea (in Siria), Idlib, Kafar-dubbin e Jableh,
 
che Boemondo riuscì quindi a rioccupare con l'assistenza di alcuni cavalieri templari ed ospitalieri.
In cambio delle terre, Boemondo dovette far re-insediare ad Antiochia il patriarca greco ortodosso Eutimio al posto del patriarca latino, poiché i Mongoli intendevano a rafforzare i legami con l'Impero bizantino.
Questo valse a Boemondo l'ostilità dei Latini di Acri e la scomunica del Patriarca di Gerusalemme, Jacques Pantaléon.
Papa Alessandro IV mise l'esame del caso di Boemondo nell'agenda del suo prossimo concilio (insieme a quelli di Aitone I di Armenia e Daniele di Russia), ma morì nel 1261, qualche mese prima che il concilio potesse avere luogo.
Per il nuovo Papa, la scelta cadde proprio su Jacques Pantaléon, che prese il nome di Papa Urbano IV e che, dopo aver conosciuto le motivazioni che avevano indotto Boemondo a sottomettersi ai Mongoli, revocò la sentenza di scomunica.
Dopo la presa di Damasco i Mongoli cessarono la loro avanzata verso ovest a causa di problemi interni al loro impero. 
Il grosso dell'esercito Mongolo lasciò la Siria, ne rimase solo una piccola parte per occupare il territorio al comando di Kitbuqa. 
Questo fornì un'opportunità a Mamelucchi egiziani che avanzarono da nord, dal Cairo, per scontrarsi con i Mongoli, lungo la via negoziarono un insolito patto di neutralità con gli ifranj di Acri che permisero agli egiziani di attraversare il territorio dei crociati, così i Mamelucchi riuscirono a sconfiggere i Mongoli nella storica battaglia di Ayn Jalut, nel settembre 1260. 
Eliminato l'esercito Mongolo, i Mamelucchi procedettero a conquistare la Siria e l'Iran, che erano state devastate dai Mongoli e, guidati da Baybars, cominciarono anche a minacciare Antiochia.
Nel 1263 Boemondo ed Aitone tentarono vari metodi per riprendere il controllo della situazione. 
Rapirono il patriarca greco Eutimio e lo portarono via in Armenia, rimpiazzandolo con il latino Obizzo Fieschi. 
Tentarono anche di costituire strumenti di pressione di tipo finanziario da utilizzare nelle trattative con i Mamelucchi: 
per esempio il legno delle foreste dell'Anatolia meridionale e del Libano, che Boemondo e Aitone controllavano e di cui gli egiziani avevano bisogno per la costruzione di navi; ma quando Aitone cercò di usarlo come merce di scambio per ottenere una tregua con i Mamelucchi, i tentativi di embargo ebbero il solo effetto di incitare ulteriormente Baybars.
Nel 1264, Boemondo chiese anche l'appoggio dei Mongoli, si recò alla corte di Hulagu per cercare di ottenere tutto l'aiuto possibile dal governante dei Mongoli contro l'avanzata dei Mamelucchi, ma Hulagu era scontento con Boemondo, che aveva sostituito il patriarca greco con uno latino, perché l'alleanza con i Bizantini era per lui importante contro i Turchi in Anatolia.

### Caduta di Antiochia
Nel 1266, Aitone si recò presso la corte mongola a chiedere aiuto ma, durante la sua assenza, l'esercito Mamelucco si scontrò con l'esercito della Cilicia armena, comandato dai figli di Aitone, nella battaglia di Mari. I Mamelucchi furono i vincitori: uccisero uno dei figli di Aitone, imprigionarono l'altro e lasciarono il Regno armeno di Cilicia devastato, riducendone la capitale in rovina. 
Dopo avere saccheggiato la Cilicia i Mamelucchi concentrarono la loro attenzione verso Antiochia, ma i generali avevano già preso il loro bottino dalla Piccola Armenia e non desideravano un'altra battaglia. Boemondo fu abile nel corromperli evitando così il loro attacco.
Baybars fu però seccato dalla debolezza dei suoi generali, e tornò all'attacco. Nel maggio 1267 attaccò Acri e nel 1268 iniziò l'assedio di Antiochia, prendendo la città mentre Boemondo era a Tripoli. 
Tutto il nord della Siria fu rapidamente perduto, lasciando a Boemondo la sola Tripoli.

### Assedio di Tripoli
Baybars attaccò di nuovo nel 1271, iniziò l'assedio di Tripoli mandando una lettera a Boemondo minacciandolo di annientamento totale e deridendo la sua alleanza con i Mongoli:
(Lettera di Baybars a Boemondo VI del 1271)
Boemondo chiese una tregua per non perdere anche Tripoli, ma Baybars lo derise per la mancanza di coraggio, e gli chiese di pagare tutte le spese delle campagne dei Mamelucchi. Boemondo ebbe abbastanza orgoglio da rifiutare l'offerta, in maggio però Baybars gli offrì ugualmente una tregua. 
A quell'epoca i Mamelucchi avevano espugnato tutti i castelli crociati nell'entroterra, ma arrivò la notizia di una nuova Crociata, condotta dal principe che in seguito sarebbe diventato Edoardo I d'Inghilterra.
Il 9 maggio 1271 Edoardo era sbarcato a San Giovanni d'Acri, dove fu presto raggiunto da Boemondo e da suo cugino re Ugo di Cipro e Gerusalemme.
Boemondo morì nel 1275 lasciando un figlio e tre figlie: 
- Boemondo VII, principe nominale di Antiochia e conte di Tripoli;
- Isabella di Poitiers, che morì non sposata e senza figli;
- Lucia di Tripoli, contessa di Tripoli e
- Maria di Poitiers (m. 1280 circa) che sposò Nicola di Saint-Omer (m.1294).[23]

Il rancore dei Mamelucchi per l'alleanza di Boemondo con i Mongoli non si spense che nel 1289 con la finale caduta di Tripoli.

## Ascendenza
|                          |                        |                        | Genitori |  |  | Nonni |  |  | Bisnonni                 |  |  | Trisnonni            |  |
|                          |                        |                        |          |  |  |       |  |  | Boemondo III d'Antiochia |  |  | Raimondo di Poitiers |  |
|                          |                        |                        |          |  |  |       |  |  | Boemondo III d'Antiochia |  |  | Raimondo di Poitiers |  |
|                          |                        | Costanza d'Antiochia   |          |  |  |       |  |  | Boemondo III d'Antiochia |  |  |                      |  |
| Boemondo IV d'Antiochia  |                        |                        |          |  |  |       |  |  | Boemondo III d'Antiochia |  |  |                      |  |
|                          |                        | Orgueilleuse di Harenc | …        |  |  |       |  |  |                          |  |  |                      |  |
|                          |                        | Orgueilleuse di Harenc | …        |  |  |       |  |  |                          |  |  |                      |  |
|                          |                        | Orgueilleuse di Harenc | …        |  |  |       |  |  |                          |  |  |                      |  |
| Boemondo V d'Antiochia   |                        | Orgueilleuse di Harenc |          |  |  |       |  |  |                          |  |  |                      |  |
|                          |                        | Ugo III Embriaco       | …        |  |  |       |  |  |                          |  |  |                      |  |
|                          |                        | Ugo III Embriaco       | …        |  |  |       |  |  |                          |  |  |                      |  |
|                          |                        | Ugo III Embriaco       | …        |  |  |       |  |  |                          |  |  |                      |  |
| Plaisance di Gibelletto  |                        | Ugo III Embriaco       |          |  |  |       |  |  |                          |  |  |                      |  |
|                          |                        | Stefania di Milly      | …        |  |  |       |  |  |                          |  |  |                      |  |
|                          |                        | Stefania di Milly      | …        |  |  |       |  |  |                          |  |  |                      |  |
|                          |                        | Stefania di Milly      | …        |  |  |       |  |  |                          |  |  |                      |  |
| Boemondo VI di Tripoli   |                        | Stefania di Milly      |          |  |  |       |  |  |                          |  |  |                      |  |
|                          | Riccardo Conti di Sora | …                      |          |  |  |       |  |  |                          |  |  |                      |  |
|                          | Riccardo Conti di Sora | …                      |          |  |  |       |  |  |                          |  |  |                      |  |
|                          | Riccardo Conti di Sora | …                      |          |  |  |       |  |  |                          |  |  |                      |  |
| Paolo dei Conti di Segni | Riccardo Conti di Sora |                        |          |  |  |       |  |  |                          |  |  |                      |  |
|                          |                        | …                      | …        |  |  |       |  |  |                          |  |  |                      |  |
|                          |                        | …                      | …        |  |  |       |  |  |                          |  |  |                      |  |
|                          |                        | …                      | …        |  |  |       |  |  |                          |  |  |                      |  |
| Luciana di Segni         |                        | …                      |          |  |  |       |  |  |                          |  |  |                      |  |
|                          |                        | …                      | …        |  |  |       |  |  |                          |  |  |                      |  |
|                          |                        | …                      | …        |  |  |       |  |  |                          |  |  |                      |  |
|                          |                        | …                      | …        |  |  |       |  |  |                          |  |  |                      |  |
| Filippa Galardo          |                        | …                      |          |  |  |       |  |  |                          |  |  |                      |  |
|                          |                        | …                      | …        |  |  |       |  |  |                          |  |  |                      |  |
|                          |                        | …                      | …        |  |  |       |  |  |                          |  |  |                      |  |
|                          |                        | …                      | …        |  |  |       |  |  |                          |  |  |                      |  |
|                          |                        | …                      |          |  |  |       |  |  |                          |  |  |                      |  |